# Isola Day
L'isola Day è un'isola situata al largo della costa di Loubet, nella Terra di Graham, in Antartide. L'isola, che raggiunge una lunghezza di circa 13 km in direzione nord-est/sud-ovest una larghezza massima di 6, si trova in particolare tra l'isola Adelaide, da cui la divide il canale di Barlas, a ovest, e la terraferma, da cui la divide il canale di Hinks, a est, circa 3,5 km a nord dell'isola Wyatt e altrettanti a sud dell'isola Hansen.

## Storia
L'isola Day è stata scoperta spedizione britannica nella Terra di Graham, condotta dal 1934 al 1937 al comando di John Riddoch Rymill, il quale la battezzò con il temporaneo nome di "isola di mezzo". Nel 1948, l'isola fu cartografata più in dettaglio dai membri del Falkland Islands Dependencies Survey e in seguito battezzata dal Comitato britannico per i toponimi antartici con il suo attuale nome in onore di Archibald Day, ufficiale e idrografo della marina militare britannica.